# Knott Nunatak
Knott Nunatak är en nunatak i Antarktis. Den ligger i Västantarktis. Argentina, Chile och Storbritannien gör anspråk på området. Toppen på Knott Nunatak är 901 meter över havet.
Terrängen runt Knott Nunatak är kuperad norrut, men söderut är den platt. Terrängen runt Knott Nunatak sluttar brant västerut. Trakten är obefolkad. Det finns inga samhällen i närheten.